# Węgierski Okręg Autonomiczny

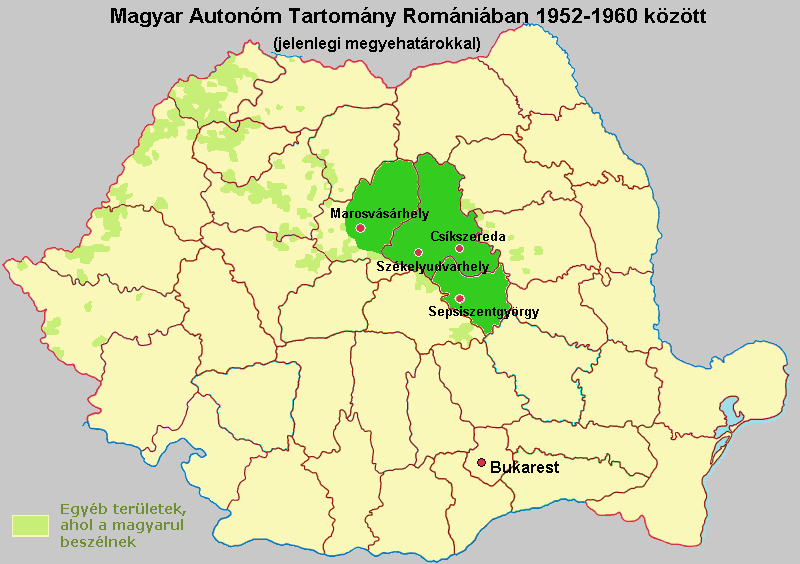
Węgierski Okręg Autonomiczny w granicach z lat 1952-60 na mapie Rumunii

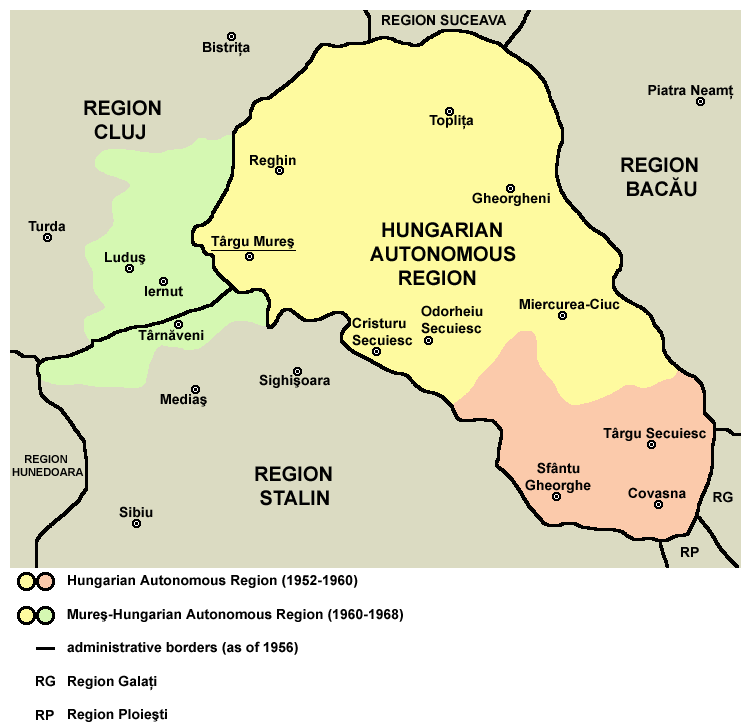
Zmiany granic Węgierskiego Okręgu Autonomicznego (1952-60 i 1960-68)

Węgierski Okręg Autonomiczny (rum. Regiunea Autonomă Maghiară, węg. Magyar Autonóm Tartomány) – autonomiczny okręg we wschodniej części Siedmiogrodu, istniejący w Rumunii w latach 1952–1968, obejmujący terytoria zamieszkane w sposób zwarty przez węgierskojęzycznych Szeklerów.

## Historia
Okręg został powołany na mocy konstytucji Rumuńskiej Republiki Ludowej z 1952. W praktyce nie posiadał on szczególnej autonomii, wyróżniającej go na tle innych jednostek administracyjnych Rumunii. Naczelnym organem samorządowym była Rada Okręgu, nie miała ona jednak poważniejszych uprawnień. Istotnymi wyróżnikiem było ustanowienie języka węgierskiego jako języka urzędowego, równorzędnego wobec języka rumuńskiego (efektem były m.in. dwujęzyczne oznakowanie miejscowości itp.), a także spora ilość Węgrów wśród urzędników.
Granice okręgu (pokrywające się w dużej części z granicą rumuńsko-węgierską ustaloną podczas drugiego arbitrażu wiedeńskiego) objęły około 1/3 zamieszkujących Rumunię Węgrów (pozostali zamieszkiwali rejony nadgraniczne lub tereny o większości rumuńskiej). Zgodnie z danymi spisu ludności z 1956 na terenie okręgu ludność węgierska stanowiła 77,3% całości jego populacji, natomiast rumuńska – 20,1%. Stolicą okręgu było miasto Târgu Mureș (węg. Marosvásárhely).
W grudniu 1960 decyzją władz centralnych zmienione zostały granice Okręgu. Oderwano od niego południową część (węg. Kovászna), a przyłączono tereny w dolinie rzeki Maruszy, leżące dotąd na zachód od okręgu. Zmieniona została wówczas nazwa okręgu (dodano do niej nazwę rzeki Maruszy), a udział ludności węgierskiej w całości populacji spadł do ok. 62%.
Zniesienie Węgierskiego Okręgu Autonomicznego nastąpiło po objęciu w Rumunii władzy przez Nicolae Ceaușescu, który zdecydował się wykorzystać rumuńskie hasła narodowe. W 1968 władze rumuńskie zmieniły podział administracyjny kraju i zlikwidowały przy tej okazji Węgierski Okręg Autonomiczny – tworząc nowe okręgi (rum. județe): Harghita, Covasna oraz Marusza, niezwiązane z żadną narodowością i nie dające Węgrom żadnych szczególnych uprawnień. W następnych latach stopniowo likwidowano instytucje węgierskie, m.in. szkoły z węgierskim językiem wykładowym.
Istnienie Węgierskiego Okręgu Autonomicznego w granicach socjalistycznej Rumunii było działaniem pozornym ze strony władz rumuńskich. M.in. w tym okresie (w 1953) zlikwidowano odrębne węgierskie skrzydło w Rumuńskiej Partii Komunistycznej, usuwając w ten sposób jedyną realną siłę, która mogła występować w obronie interesów węgierskiej mniejszości w Rumunii.